# Lower Southampton Township
Pour les articles homonymes, voir Southampton Township.
Lower Southampton Township est un township, situé dans le comté de Bucks, en Pennsylvanie, aux États-Unis,. En 2010, le township comptait une population de 18 909 habitants. Le siège du township est situé à Feasterville.

## Démographie
Lors du recensement de 2010, le township comptait une population de 18 909 habitants. Elle est estimée, en 2016, à 19 093 habitants.

### Source de la traduction
- (en) Cet article est partiellement ou en totalité issu de l’article de Wikipédia en anglais intitulé « Lower Southampton Township, Bucks County, Pennsylvania » (voir la liste des auteurs).